# 李諶
李 諶（り しん、生年不詳 - 798年）は、唐の皇族。通王。

## 経歴
徳宗の三男として生まれた。大暦14年（779年）、通王に封じられた。開府儀同三司の位を受けた。貞元9年（793年）10月、宣武軍節度大使・汴宋等州観察支度営田等使となった。宣武軍都知兵馬使の李万栄が留後をつとめ、李諶は宮中から出なかった。貞元11年（795年）、河東節度使の李自良が死去すると、李諶は河東節度大使となり、行軍司馬の李説が知府事として留後をつとめ、やはり李諶は宮中から出なかった。貞元14年（798年）10月丁酉、死去した。

## 伝記資料
- 『旧唐書』巻150 列伝第100
- 『新唐書』巻82 列伝第7